# Gorgia
La gorgia toscana (literalment, gola toscana) és un fenomen fonètic que consisteix en l'aspiració de les consonants oclusives sordes intervocàliques que s'ha produït al dialecte toscà de la llengua italiana en la seva evolució des del llatí, possiblement per influència del substrat etrusc.
- [k] → [h]
- [t] → [θ]
- [p] → [ɸ]
- [g] → [ɣ]